# Chiesa di Oscar Fredrik
La chiesa di Oscar Fredrik è una chiesa di Göteborg, in Svezia. Fu progettata da Helgo Zetterwall e costruita negli anni novanta del XIX secolo. Lo stile è neogotico, ma non è influenzato dallo stile gotico nordico, bensì dallo stile che si può trovare nelle grandi cattedrali nell'Europa centrale. La chiesa e la parrocchia traggono il proprio nome da quello di Oscar II (Oscar Fredrik era il suo pseudonimo come scrittore).